# Voskepar
Voskepar (en arménien Ոսկեպար) est une communauté rurale du marz de Tavush, en Arménie. Elle compte 880 habitants en 2008.
L'église de la Mère-de-Dieu à Voskepar qui date du VIIe siècle se trouve sur le territoire de cette communauté.
Voskepar est traversée par la M16. 